# Protestas en Irán de 2019-2020
Las protestas en Irán, también denominadas como «Primavera Persa», fueron una serie de protestas civiles que ocurren en varias ciudades de Irán, inicialmente como respuesta al aumento del 200 % en los precios del combustible, pero luego se extendió a una protesta contra el gobierno actual y el líder supremo Ali Jamenei. Las protestas comenzaron en la tarde del 15 de noviembre de 2019 y en cuestión de horas se extendieron a 21 ciudades a medida que los vídeos de la protesta comenzaron a circular en línea. Imágenes de las violentas protestas fueron compartidas en Internet juntos con otras manifestaciones que se realizan a nivel mundial, especialmente en el Levante mediterráneo y América Latina.
Aunque las protestas comenzaron como reuniones pacíficas, las medidas represivas del gobierno provocaron una revuelta contra todo el gobierno iraní. El mencionado gobierno empleó tácticas letales para cerrar las protestas, incluido la censura de Internet en todo el país, disparando a los manifestantes desde los tejados, helicópteros y a corta distancia con fuego de ametralladoras. Luego, las fuerzas gubernamentales procedieron a confiscar los cuerpos de los manifestantes muertos y a transportarlos para ocultar el verdadero conteo de víctimas y la gravedad de las protestas. Las familias de los manifestantes asesinados fueron amenazadas por el gobierno de hablar con los medios o celebrar funerales. Aunque actualmente no hay bajas concluyentes, se cuentan algunas estimaciones de que las fuerzas de seguridad mataron a más de 450 ciudadanos iraníes.
La represión del gobierno provocó una reacción violenta de los manifestantes que destruyeron 731 bancos gubernamentales, incluido el Banco Central de la República Islámica de Irán, nueve centros religiosos islámicos, derribaron carteles antiamericanos y propaganda del líder supremo Ali Khamenei, incluidas estatuas. 50 bases militares del gobierno también fueron atacadas por manifestantes. Esta serie de protestas ha sido clasificada como la más violenta y severa desde la revolución de 1979.
Para bloquear el intercambio de información sobre las protestas y la muerte de cientos de manifestantes en las plataformas de redes sociales, el gobierno mantiene bloqueado el acceso a Internet en todo el país, lo que resultó en un apagón de Internet casi total de alrededor de seis días.

## Antecedentes
Las sanciones de los Estados Unidos y la Unión Europea , junto con la mala gestión económica, han llevado a una grave crisis económica en Irán en los últimos años. Antes de los disturbios, el actual presidente de Irán, Hassan Rouhani, había advertido que se venían tiempos difíciles para el país:

Irán está experimentando uno de sus años más difíciles desde la revolución islámica de 1979.

Los aliados iraníes en el Líbano e Irak también han sido testigos de protestas antigubernamentales.
A la medianoche del 15 de noviembre de 2019, el gobierno iraní anunció que aumentarían el precio del combustible. Antes del aumento de precios, los conductores podían comprar hasta 250 litros (66 galones estadounidenses) por 10,000 riales iraníes por litro (alrededor de $ 1.15 por galón estadounidense), con los nuevos precios siendo de 15,000 riales por litro (alrededor de $ 1.70 por galón estadounidense) para los primeros 60 litros (16 galones estadounidenses) por mes, y 30,000 por litro (alrededor de $ 3.40 por galón estadounidense) después de eso, un aumento de precio del 50% al 200%. Un programa de televisión estatal iraní describió estas medidas como una forma de ayudar a financiar los subsidios de alrededor de 60 millones de iraníes.
Behzad Nabavi, exmiembro del Parlamento de Irán, dijo en una entrevista en septiembre de 2019, solo dos meses antes del levantamiento, que la Fundación Económica Razavi, que contiene varias entidades más pequeñas, conjuntamente con los Guardias Revolucionarios (IRGC) y el Ministerio de inteligencia (MOIS) controlan aproximadamente el sesenta por ciento de la economía de Irán. El Líder Supremo, Ali Khamenei, preside la fundación. Ninguna de estas entidades paga impuestos y ninguna organización gubernamental puede revisar sus libros.

## Desarrollo
Después de que el gobierno anunció el aumento de precios en las primeras horas del 15 de noviembre, los iraníes en varias ciudades salieron a las calles para protestar.
Según los informes, un manifestante fue asesinado en Sirjan después de que las fuerzas de seguridad abrieron fuego. Otros manifestantes en la ciudad prendieron fuego a una estación de servicio y corearon "Rouhani, abandona este país". Los manifestantes en Ahvaz exigieron que la gente boicoteara el combustible y detuviera sus autos en medio de la carretera como señal de protesta.
En Mashhad, la segunda ciudad más grande de Irán, los manifestantes bloquearon el tráfico en las calles y carreteras. Los manifestantes se reunieron hasta altas horas de la noche en Qods, un suburbio de Teherán, y destruyeron un vehículo policial.
Las protestas continuaron expandiéndose por segundo día el 16 de noviembre. Los manifestantes se reunieron en más de 50 ciudades y en muchas ciudades importantes como Teherán, Tabriz, Isfahán y Shiraz para protestar por el repentino aumento de los precios. Las fuerzas de seguridad dispararon contra los manifestantes con balas vivas en un esfuerzo por dispersarlos, matando al menos a diez manifestantes en Isfahán, Behbahan, Kermanshah, Karaj y Shiraz.
Los manifestantes incendiaron varios bancos en Eslamshahr, Behbahan y Teherán, y una escuela religiosa en Isfahán. En Shahriar, los manifestantes incendiaron un monumento que representa el anillo del Ruhollah Khomeini, el fundador de la República Islámica.
El 16 de noviembre, se informó que el acceso a Internet en todo el país se encontraba en un cierre casi total, con una actividad en línea estimada en un 7% de los niveles ordinarios.
Las agencias de noticias estatales informaron que más de 1,000 personas habían sido arrestadas hasta el momento y que las protestas se habían extendido a más de 100 ciudades en Irán.
Los dueños de tiendas en Teherán e Isfahán cerraron los bazares y se declararon en huelga en protesta. Mientras estaba en Tabriz, los estudiantes de la Universidad de Tabriz abandonaron sus clases y se manifestaron en la universidad.
Los estudiantes de la Universidad de Teherán se reunieron por segundo día consecutivo para protestar por la situación actual en el país y corearon "Muerte al dictador" y "No Gaza, no Líbano, mi vida solo por Irán". Las protestas continuaron en el barrio de Sadeghiyeh de Teherán, y el bazar estaba repleto de fuerzas de seguridad que intentaban evitar que los comerciantes de bazar se declararan en huelga. Los ciudadanos de Teherán informaron que a pesar del cierre de Internet, las protestas se intensificaron el martes.
También se informaron fuertes enfrentamientos en Shiraz, donde las fuerzas de seguridad dispararon directamente contra las personas. Las autoridades informaron que nueve seminarios islámicos y oficinas de oración de los viernes fueron quemados por manifestantes en todo el país. Las protestas continuaron por quinto día consecutivo el 19 de noviembre a pesar de una fuerte presencia de seguridad en el país. Se informaron reuniones en Teherán, Karaj , Shiraz e Isfahán. La ciudad de Shush en la provincia de Khuzestan, fue efectivamente cerrada mientras los trabajadores de Haft Tappeh protestaban por las condiciones actuales.
Según los informes, los Guardias Revolucionarios tomaron los cuerpos de los manifestantes muertos y los heridos en los hospitales, para esconderlos y ocultar el verdadero número de muertos y minimizar las protestas. En algunos casos, los funcionarios del gobierno vendieron los cuerpos de los manifestantes. Las protestas llegaron al 70% de las provincias según The Guardian.

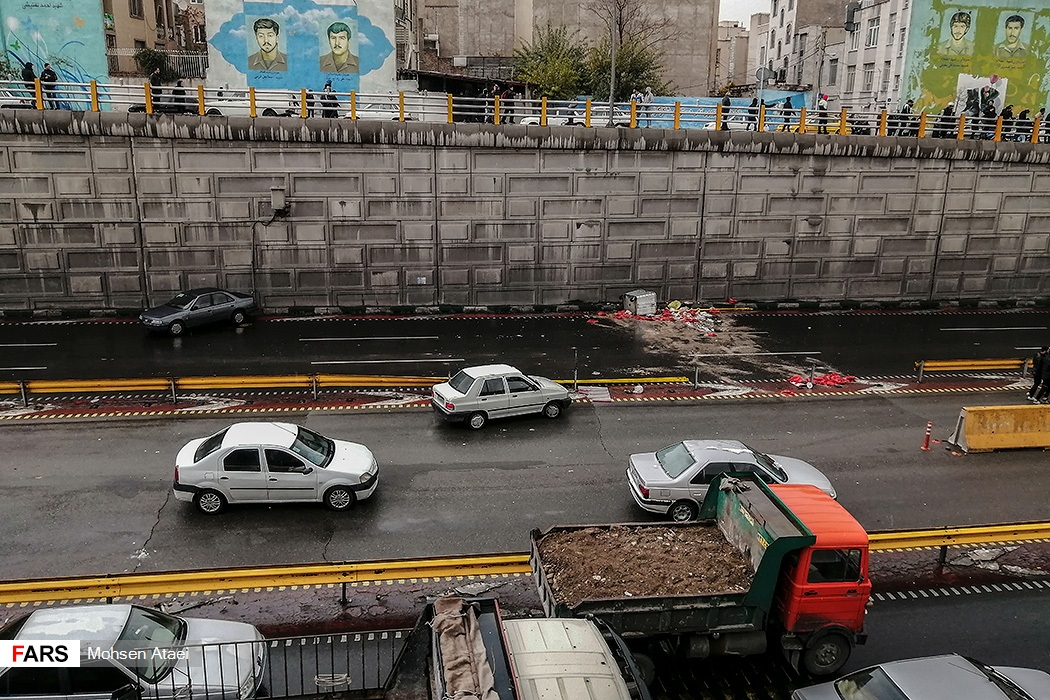
Bloqueo de calles.
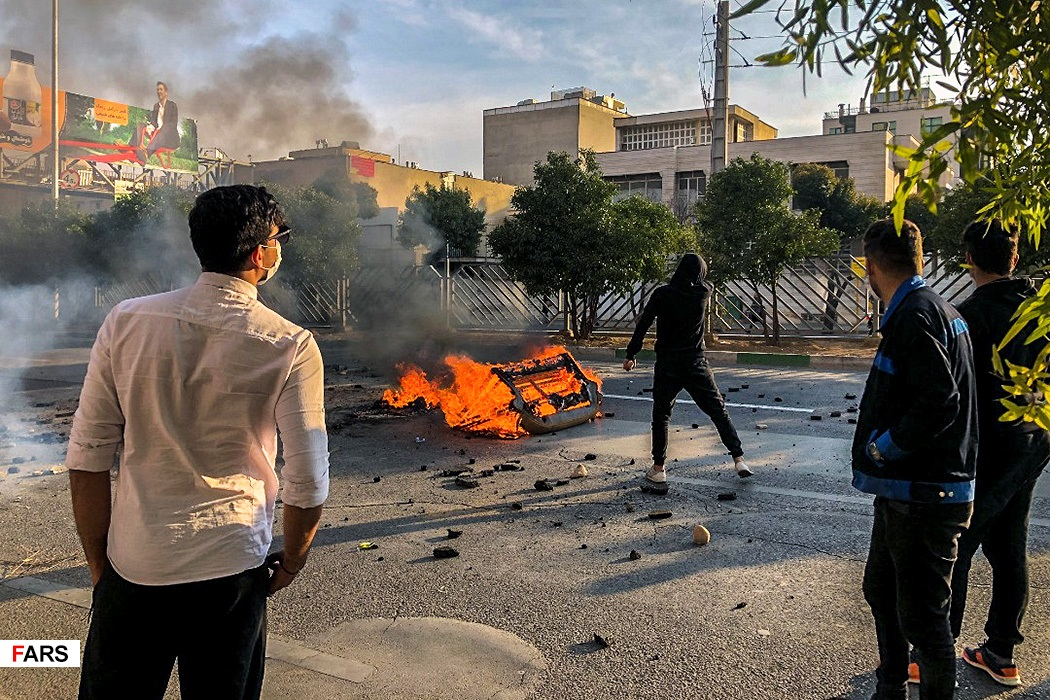
Barricadas.
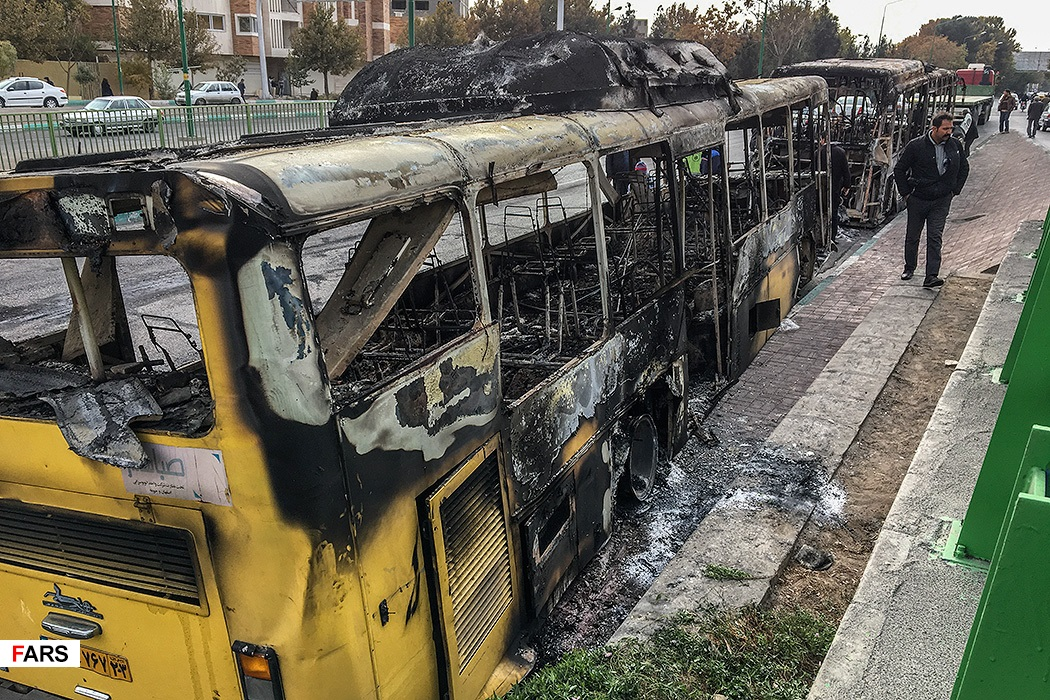
Autobuses incinerados.
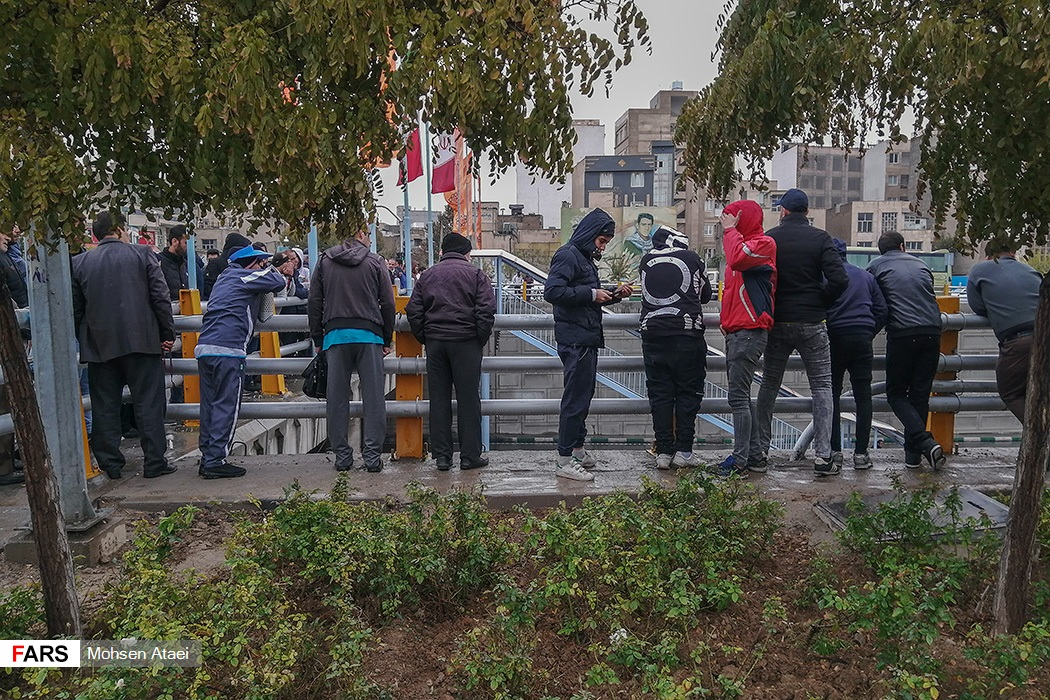
Simpatizantes de las manifestaciones.

### Apagado de Internet
En vísperas de las protestas, las autoridades iraníes comenzaron a interrumpir las conexiones a Internet y las redes sociales. Internet fue efectivamente bloqueado luego de la decisión del Consejo Superior de Seguridad Nacional de Irán de cerrarlo por 24 horas.
Según NetBlocks, los usuarios informaron por primera vez de interrupciones en Mashhad el 15 de noviembre. Las interrupciones aumentaron en extensión y gravedad con el impacto también visible en los gráficos de conectividad general. Los operadores de redes móviles más grandes de Irán, incluidos MCI, Rightel e IranCell, se desconectaron la noche del 16 de noviembre de 2019. Para el 20 de noviembre, la conectividad nacional estaba en el 5% de los niveles ordinarios, lo que dificulta el monitoreo de violaciones de derechos humanos y la cobertura de incidentes en el suelo.
El gobierno también ha bloqueado las conexiones de televisión por satélite y ha enviado mensajes anónimos a las personas cercanas a los sitios de protesta que dicen: "Sabemos que estás aquí".
El 21 de noviembre de 2019, NetBlocks rastreó un pequeño retorno de conectividad, junto con informes de que algunos usuarios se habían conectado; La conectividad nacional fue de hasta el 8%.

### Lemas
Los cánticos de los manifestantes se dirigieron contra el gobierno y sus líderes con personas que gritaban: «¡Shah de Irán, regresen a Irán!», «Los clérigos deben perderse», «No a Gaza, no al Líbano. Sacrificamos nuestras vidas por Irán», «Muerte al dictador», «Muerte a la República Islámica», «Nuestros hermanos militares, ¿por qué matas a tu hermano?», «Bendice tu alma Reza Shah», «No Gaza, no Líbano, mi vida solo por Irán», «El dinero del petróleo se ha perdido, todo se ha gastado en Palestina», «Han criado al Islam, pero pisotearon al pueblo», «El líder supremo vive como un dios. Nosotros, el pueblo, vivimos como mendigos». Los iraníes expresaron su oposición a los esfuerzos antiisraelíes de la República Islámica cantando «No tenemos dinero ni combustible, al diablo con Palestina».

### Tácticas y métodos
Los manifestantes comenzaron organizando manifestaciones en protesta por el gobierno de Irán que resultó en disparos policiales. A medida que las protestas se enfrentaron con las medidas represivas del gobierno, los manifestantes comenzaron a bloquear calles y carreteras. Las protestas se intensificaron con los iraníes quemando fotos y pancartas del líder supremo Ali Khamenei, varios bancos del gobierno también sufrieron el mismo destino. Muchos cánticos y consignas de protesta se dirigieron a expresar descontento con los gastos del gobierno iraní en conflictos en Gaza, Siria, Líbano y Yemen. Otros cantos alabaron al difunto Shah de Irán, pidiendo su regreso.

### Represión

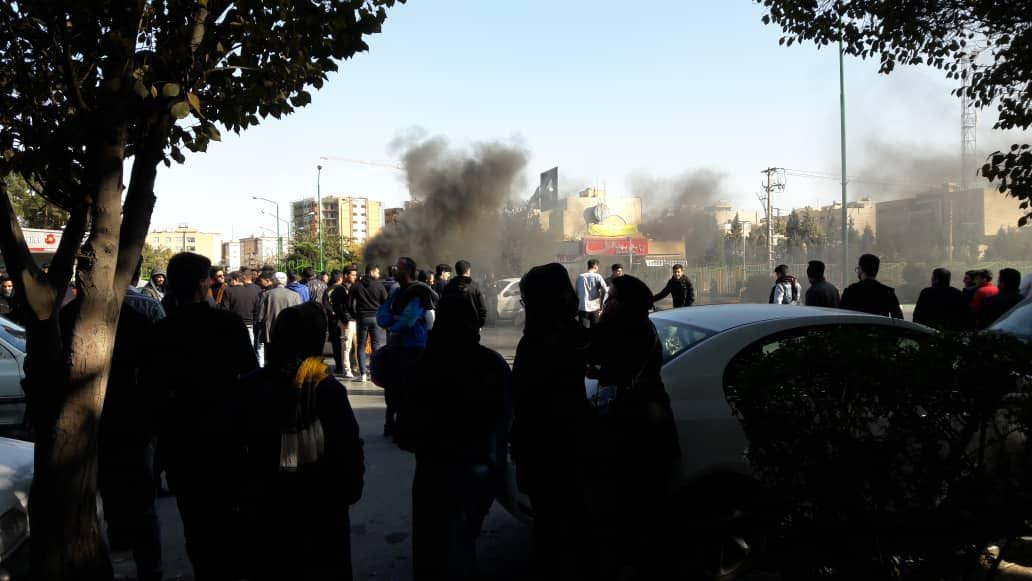
Manifestación en Isfahán.

Los agentes del gobierno en Irán están acusados de robar los cuerpos de los manifestantes muertos de las morgues y arrestar a los heridos de los hospitales, para dar un perfil más bajo al levantamiento.
El líder supremo de Irán, Ali Khamenei, y el presidente Hassan Rouhani ordenaron el uso de armas mortales contra los iraníes que protestaban por el aumento evidente de los precios de la gasolina. Por encima de todas las entidades gubernamentales, es el Consejo Superior de Seguridad Nacional de Irán quién toma decisiones sobre cómo lidiar con tales manifestaciones y enfrentar la crisis política. El Consejo está presidido por el presidente. La constitución de Irán prescribe que todas las decisiones tomadas por el Consejo deben ser aprobadas por Khamenei, quien también es Comandante en Jefe de las Fuerzas Armadas del país persa.

## Víctimas

Gráfico de Irán con las zonas en donde más víctimas se registraron durante las protestas.

Un hombre en Sirjan fue asesinado y varios más resultaron heridos después de que las fuerzas de seguridad abrieron fuego contra los manifestantes el 15 de noviembre. Al día siguiente, diez manifestantes fueron asesinados durante las manifestaciones.
La BBC informó que existe una gran variación en la cantidad de personas asesinadas. Informes no oficiales de varias fuentes dicen que del 15 al 19 de noviembre, alrededor de 200 personas murieron y 3.000 resultaron heridas. La Comisión de Derechos Humanos de las Naciones Unidas dicen que "decenas de personas pudieron haber sido asesinadas", mientras que Amnistía Internacional ubica el número en "al menos 106". Las autoridades iraníes dicen que "solo unas pocas personas han sido asesinadas".
Hasta el 19 de noviembre, Amnistía Internacional ha afirmado que alrededor de 16 personas fueron asesinadas en Kermanshah, 14 en Bandar-e Mahshahr y en Javanroud, 9 en Mariwan, 8 en Behbahan, 6 en Ramhormoz, Sadra y Shiraz , 4 en cada una. Bukan, Karaj y Robatkarim, 3 en Khorramshahr, 2 en Abadan, Ahvaz y Bumahen, y 1 en Teherán, Isfahán, Eslamshahr, Sanandaj, Shahriar y Sirjan.

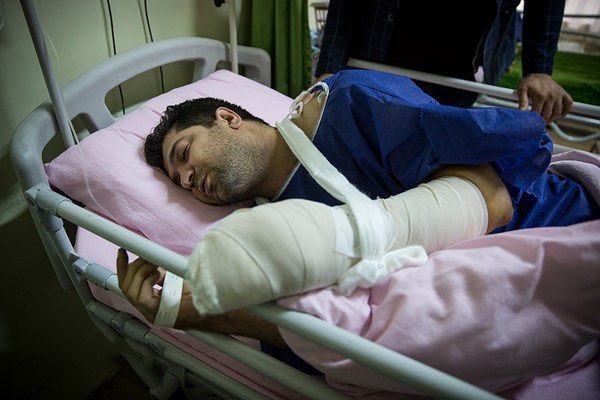
Policía iraní hospitalizado.

Hasta el 26 de noviembre, Amnistía Internacional informó que más de 100 personas habían muerto durante las protestas, incluidas las cuentas de manifestantes heridos o muertos retirados por las autoridades gubernamentales para ocultar la magnitud de la represión contra los manifestantes. Según la BBC Persa, el número de muertes ha superado los 200.
Según The Guardian el 1 de diciembre, 69 manifestantes fueron asesinados solo en la ciudad de Shiraz.
Amnistía Internacional ha informado que el gobierno iraní ha amenazado a las familias de los mártires de no hablar con la prensa. Se han visto obligados a no organizar ningún funeral y enterrar a sus seres queridos en secreto.
Para el Departamento de Estado de los Estados Unidos, hasta el 1 de diciembre de 2019, los muertos ya superaban los 1000.
Los primeros reportes de diciembre informaron que entre las víctimas hay 18 menores de edad, aunque dicha cifra es puesta en duda ante el aumento de muertos que sobrepasa los 1000.

## Detenidos
La Red de Derechos Humanos del Kurdistán ha declarado que muchos manifestantes detenidos, algunos de ellos menores de edad, están recluidos en condiciones penosas. Además, las fuentes han caracterizado las condiciones en la Penitenciaría Central del Gran Teherán como "insoportables".
Muchos observadores están preocupados de que algunos de los arrestados hayan sufrido una tortura severa y puedan ser ejecutados.

## Impacto
Se planea distribuir los ahorros de los aumentos en el precio del combustible a 18 millones de familias pobres, que representan el 75% de la población de Irán. Sin embargo, con la inflación ya en 40% y una moneda que se desploma, según The Economist, «los efectos inflacionistas del aumento de precios corren el riesgo de eliminar la mayor parte del beneficio». Esta amenaza inflacionaria ha sido reconocida por Khamenei.

## Consecuencias

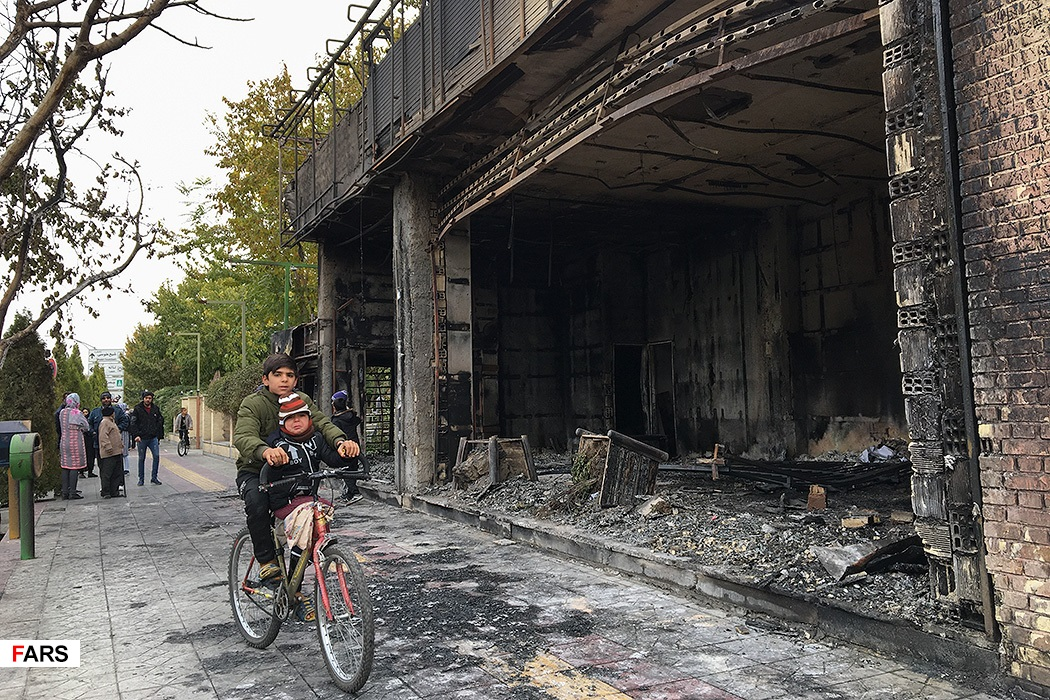
Peatones en una zona posterior a los enfrentamientos entre la policía y manifestantes.

La agencia de noticias iraní dijo que a partir del 19 de noviembre de 2019, miles de personas en ciudades de todo Irán participaron en manifestaciones progubernamentales separadas para condenar los disturbios y mostraron su apoyo al liderazgo supremo de Irán. El 20 de noviembre de 2019, el presidente iraní Hassan Rouhani declaró la victoria contra el "enemigo". Irán comenzó a restaurar gradualmente la conexión a Internet al día siguiente. Muchos partidarios (incluido el líder del IRGC Hossein Salami) también pidieron la pena de muerte a los manifestantes antigubernamentales.

## Convocatoria de prueba
El 2 de diciembre de 2019, los conductores de autobuses de Teherán solicitaron el juicio de quienes ordenaron disparar contra los manifestantes en diferentes ciudades de Irán . El sindicato describió las medidas brutales del gobierno como "masacre y represión sangrienta" de personas. La declaración emitida por el Sindicato de Teherán y Suburbs Bus Company, también mostró preocupación por el destino de miles de manifestantes detenidos durante las manifestaciones.
El 6 de diciembre de 2019, la Alta Comisionada de las Naciones Unidas para los Derechos Humanos, Michelle Bachelet, expresó su profunda preocupación por el tratamiento del gran número de personas arrestadas en los últimos días en manifestaciones en Irán. También le preocupaba la tortura o la ejecución de detenidos por parte del gobierno persa.

## Reacciones

### Nacional
- Alí Jamenei, el líder supremo de Irán, el 17 de noviembre comentó que no era un experto en temas económicos, pero que los jefes del país habían adoptado esta política, basándose en la opinión de expertos. Por lo tanto, se debe actuar sobre esta decisión. Dijo que, en cualquier caso, algunas personas se habían disgustado, pero prender fuego a tal o cual banco no era la acción de la gente; más bien fue la acción de matones. Tales acciones no fueron llevadas a cabo por personas comunes, afirmó Jamenei.[72] Posteriormente expresó que las acciones tomadas por el gobierno fueron por temas de seguridad para «repeler al enemigo en la guerra económica».[73]

- Parvaneh Salahshouri, miembro de la Asamblea Consultiva Islámica, declaró que la decisión de aumentar el precio del combustible no fue tomada por la Asamblea y en cambio fue una decisión de los jefes de otras áreas. Salahshouri declaró: «Hace tiempo que el parlamento no participa en el proceso de toma de decisiones». Ella continuó y, refiriéndose al parlamento, dijo «La última apariencia de una democracia que teníamos ya no existe. Cerrar el próximo parlamento, es un acto de resistencia económica».[74]

- Mohammad Alavi Gorgani, gran ayatolá, pidió al gobierno que «reconsidere antes de que sea demasiado tarde» en referencias a las políticas de represión estatal contra los manifestantes.[75]

- Abolfazl Bahrampour, clérigo iraní, pidió que los revoltosos que fueron capturados sean ejecutados por medio de mutilación o crucifixión y pasar dichas ejecuciones por televisión nacional.[76]

- Darush Mehrjui y Asghar Farhadi, dos reconocidos directores de cine, condenaron el accionar del gobierno de Irán contra los manifestantes.[77]

### Internacional

#### Estados Unidos
- Donald Trump, presidente de los Estados Unidos, anunció su apoyo a las protestas al afirmar que «Irán se ha vuelto tan inestable que el gobierno ha cerrado todo su sistema de Internet para que el gran pueblo iraní no pueda hablar sobre la tremenda violencia que tiene lugar en el país».[19]

- Mike Pompeo, secretario de Estado de los Estados Unidos, declaró que el país norteamericano está con el pueblo iraní.[79]

- Bernie Sanders, candidato por el Partido Demócrata en las elecciones de 2020, criticó al gobierno iraní por no permitir que sus civiles protesten por un «futuro mejor» y por dejar de «mostrar violencia contra los manifestantes».[80]

- El gobierno estadounidense implementó sanciones contra Mohammad-Javad Azari Jahromi, ministro de comunicaciones de Irán, luego de la desactivación de los servidores de internet dentro de Irán.[81]

- El 3 de diciembre Donald Trump, mientras asistía a la cumbre de la OTAN en Londres (Reino Unido) volvió a hablar sobre el gobierno iraní acusándolo de asesino.[78]

### Otros
- Reza Pahlaví (II), hijo del emperador iraní exiliado Mohammad Reza Pahlaví y aspirante al trono de la depuesta Dinastía Pahlaví, por medio de su cuenta de Twitter expresó que la República Islámica solo había traído pobreza y sufrimiento al pueblo iraní. También dijo que lo único que ofrecía gratuitamente la República Islámica era el petróleo a sus aliados en la región, una referencia al presidente de la República Árabe Siria, Bashar al-Ásad.[82]